# Усадьба Шумкова
Усадьба располагается в центральной исторической части г. Екатеринбург, в элитном квартале на улице Красноармейской, в окружении современной многоэтажной застройки. 
Было построено по заказу чиновника П. Шумкова. Строительство началось в середине 1840-х годов. Позже усадьба перешла по наследству его вдове Шумковой Александре Никитичне. На 1889 год усадьба принадлежала наследникам А.Н. Шумковой и состояла из каменного двухэтажного дома, служб и бани; также в ней размещалось агентство Санкт-Петербургской компании «Надежда».
На момент строительства земельный участок был сквозным, усадьба имела выходы на две исторические улицы. 
После октябрьской революции 1917 года она была национализирована и в ней было размещено коммунальное жилье.
К концу 1990-х годов от усадьбы сохранились главный дом и ограда с воротами.
Дом, построенный по образцовому проекту начала XIX века в стиле классицизма.
Занимает угловое положение на усадебном участке и своим главным западным фасадом выходит на красную линию улицы, с южного фасада к нему примыкает ограда с воротами, выполненная в «кирпичном» стиле в конце XIX века.
Решением Свердловского Исполкома от 18.02.1991 № 75 Екатеринбургская городская усадьба Шумкова первой половины XIX века в стилевых формах классицизма признана историческим памятником и объектом культурного наследия.
Была отреставрирована Строительной компанией "Атомстройкомплекс" (г. Екатеринбург).